# Marsure (Aviano)
Marsure (Marsuris in friulano standard, Marsure in friulano occidentale) è una frazione del comune di Aviano, in provincia di Pordenone. È conosciuto per la produzione locale di formaggio Montasio, ma specialmente per la Ricotta prodotta dalla latteria sociale.

## Geografia fisica
Marsure è situata all'estremità nord-orientale del comune, a circa 3,5 km da Aviano. Sorge al limitare della pianura veneto-friulana, ai piedi delle ultime cime comprese nelle prealpi Bellunesi.
In zona è presente il toponimo Grave/Gravis, ad indicare la consistenza friabile e ghiaiosa del terreno, dovuta al particolare tipo di roccia presente nel luogo: la dolomia. Questa particolare geologia è tipica di tutta la zona compresa tra i corsi del Cellina e del Meduna.

## Storia
Il toponimo, piuttosto frequente in Friuli, starebbe ad indicare un luogo sassoso e arido, difficile da coltivare. La prima citazione è riportata in un documento del 1169, nel quale il vescovo di Concordia cedeva ai feudatari di Polcenigo alcuni terreni siti in Marsuris.
La presenza umana è però assai più antica, antecedente alla conquista romana. Tra i vari reperti individuati, particolarmente frequenti sono quelli riguardanti i Celti. Verso il II secolo a.C. le popolazioni locali venivano romanizzate e la zona centuriata.
Per tutto il medioevo fu particolarmente forte il potere dei vescovi di Concordia, che amministravano l'area attraverso alcuni nobili locali. A partire dal 1420, invece, si passò alla Repubblica di Venezia.
Secondo il Degani, la chiesa di Marsure, sino ad allora cappella dipendente da Aviano, fu eretta a parrocchia con decreto del Senato veneto (16 febbraio 1770) e poi con decreto vescovile (16 febbraio 1771). In realtà, i documenti testimoniano che Marsure era parrocchia almeno dal 1449, ma probabilmente venne declassata quando, nel 1499, la zona fu devastata da un'invasione Ottomana che vide uccise o fatte prigioniere circa 2.000 persone.
La caduta della Serenissima vide l'istituzione dei comuni: Marsure divenne frazione di Aviano, compresa a sua volta nell'omonimo cantone.

## Monumenti e luoghi d'interesse
Sulla strada che porta alla chiesa di San Lorenzo, si trova un importante reperto celtico: si tratta di un masso scolpito risalente al IV-III secolo a.C. Per il grave stato in cui versa il manufatto, è stata di recente presentata un'interrogazione in consiglio regionale.
La chiesa parrocchiale di San Lorenzo è di origini assai antiche: la prima consacrazione documentata è del 1494 (ma la parrocchia esisteva almeno da cinquant'anni), seguita poi da altre nel 1690, nel 1769 e nel 1887, quando fu ampliata e praticamente rifatta; tuttavia gli ultimi interventi risalgono al 1963. Si caratterizza per l'ampia facciata (le cui lesene rimandano alle tre navate interne) e l'alto campanile. Vi è conservato un gruppo ligneo cinquecentesco, rappresentante la Pietà, conosciuto popolarmente come "Madonna delle Formiche" perché protettrice dei bachi da seta che questi insetti potevano danneggiare.
Della chiesa di Santa Caterina d'Alessandria, la più antica della parrocchia, sono da ricordare i vasti affreschi del Cinquecento, probabilmente opera di Girolamo Stefanelli.
Da ricordare anche la settecentesca chiesa di San Valentino, in località Costa.
L'edificio religioso più rilevante è probabilmente il Santuario della Madonna del Monte, costruito sul luogo in cui, secondo la leggenda, la Madonna apparve ad un contadino, nel 1510. Consacrato nel 1615 e rimaneggiato nel Novecento, peculiare è la sua grande cupola in metallo.

## Infrastrutture e trasporti
La frazione era servita da una stazione ora soppressa, sulla Ferrovia Sacile-Pinzano e fa quindi riferimento alla vicina stazione di Aviano, tuttora attiva. Marsure è servita dalla linea autobus extraurbana Pordenone-Maniago gestita da TPL FVG.